# Asplenium lellingerianum
Asplenium lellingerianum är en svartbräkenväxtart som beskrevs av C.Sánchez och L.Regalado. Asplenium lellingerianum ingår i släktet Asplenium och familjen Aspleniaceae. Inga underarter finns listade.